# (810) Atossa
(810) Atossa est un astéroïde de la ceinture principale découvert le 8 septembre 1915 par l'astronome allemand Max Wolf.
Sa désignation provisoire était 1915 XQ. Il fut nommé après Atossa.